# Santa Maria dell'Umiltà
Santa Maria dell'Umiltà, emellanåt benämnd Santa Maria Assunta dell'Umiltà, är en kyrkobyggnad i Rom, helgad åt Jungfru Maria. Kyrkan är belägen vid Via dell'Umiltà i Rione Trevi och tillhör församlingen Santi XII Apostoli.
Kyrkan tillhör Påvliga nordamerikanska prästseminariet.

## Historia
På denna plats grundades år 1601 ett dominikanerkloster av adelsdamen Francesca Baglioni Orsini (1543–1626). Kyrkan uppfördes 1641–1646 efter ritningar av Paolo Maruscelli. Carlo Fontana byggde om kyrkan och ritade den ursprungliga fasaden. Ovanför kyrkans ingångsportal sitter reliefen Jungfru Marie himmelsfärd, utförd av Vincenzo Felici, en av Domenico Guidis elever. Fasaden modifierades av Andrea Busiri Vici på 1800-talet.
Interiörens takfresk utgörs av Michelangelo Cerrutis Jungfru Marie himmelsfärd från 1726. Högaltaruppsatsen med två kolonner i rosa marmor med kompositakapitäl är ett verk av Martino Longhi den yngre. På ömse sidor om högaltaret återfinns Francesco Cavallinis högreliefer Den heliga Maria Magdalena och Den heliga Katarina av Alexandria. Cavallini har även utfört Ängeln med kolonnen och Ängeln med lansen i Cappella Colonna, det första sidokapellet på vänster hand.
För interiören har Antonio Raggi utfört sex skulpturer föreställande heliga jungfrumartyrer: Agnes, Ursula, Agata, Barbara, Katarina och Cecilia.

## Fasaden
| Santa Maria dell'Umiltà med Carlo Fontanas fasad från 1703. Akvarell av Achille Pinelli från 1834. |  | Santa Maria dell'Umiltà år 2008. Den övre delen av Fontanas fasad gjordes om i mitten av 1800-talet och de inverterade delarna av det brutna semicirkulära pedimentet samt oxögat avlägsnades. |
| Santa Maria dell'Umiltà med Carlo Fontanas fasad från 1703. Akvarell av Achille Pinelli från 1834. |  | Santa Maria dell'Umiltà år 2008. Den övre delen av Fontanas fasad gjordes om i mitten av 1800-talet och de inverterade delarna av det brutna semicirkulära pedimentet samt oxögat avlägsnades. |